# Misak Terzibasiyan
Misak Terzibasiyan (Helsinki, 1964) è un architetto olandese.

## Biografia
La madre di Misak Terzibasiyan, Vappu Viuha, era di origine finlandese; suo padre, il designer tessile Edward Terzibasiyan, aveva radici armene. Misak ha studiato all'Università di Tecnologia di Eindhoven dal 1985 al 1991 laureandosi in Architettura, Progettazione urbana e Scienze dell'edilizia. Dopo la laurea, ha lavorato tra il 1991 e il 1994 come architetto a Colonia. Ha proseguito la sua carriera di architetto con vari uffici nei Paesi Bassi tra il 1994 e il 2003. Nel 2003, Terzibasiyan ha fondato il suo studio di architettura UArchitects a Eindhoven. È membro del comitato per il benessere in vari comuni e pubblica regolarmente sul sito de Architect.

## Premi e nomination
Dal 2003, Misak ha ricevuto premi e nomination nazionali e internazionali, tra cui il primo premio per la Community School di Bocholt, il Premio Dirk Roosenberg nel 2015 con 't Hofke, il Premio Victor de Stuers 2017 con IKC de Geluksvogel. Altri premi includono anche l'Edu Build Award nel 2011, il German Design Award 2014 con Split-View, l'American Architecture Prize 2016 nella categoria "Education" e il BB Green Award 2017 in Cina per Modern Collective Living, secondo premio al World Architecture & Design Awards 2019 con IKC de Geluksvogel. Nomination nella shortlist 2019 per il Worldwide Brick Award con IKC de Geluksvogel.